# Suioestrus cookii
Suioestrus cookii är en tvåvingeart som beskrevs av Townsend 1921. Suioestrus cookii ingår i släktet Suioestrus och familjen styngflugor.
Artens utbredningsområde är West Virginia. Inga underarter finns listade i Catalogue of Life.